# Paweł Tylek
Paweł Jerzy Tylek (ur. 16 stycznia 1969 w Krakowie) – polski leśnik, doktor habilitowany nauk rolniczych, profesor na Uniwersytecie Rolniczym im. Hugona Kołłątaja w Krakowie, specjalista od mechanizacji prac leśnych.

## Kariera naukowa
W 1993 roku na Uniwersytecie Rolniczym im. Hugona Kołłątaja w Krakowie uzyskał tytuł magistra inżyniera w zakresie techniki rolniczej i leśnej. W tym samym roku został zatrudniony na tejże uczelni, a w 1998 roku na jej Wydziale Leśnym uzyskał stopień doktora nauk rolniczych w zakresie leśnictwa na podstawie rozprawy pt. Siew punktowy i analiza cech rozdzielczych nasion wybranych gatunków drzew leśnych, której promotorem był Józef Walczyk. W 2011 roku ten sam wydział nadał mu stopień doktora habilitowanego nauk rolniczych w dyscyplinie leśnictwa na podstawie pracy pt. Fizyczne i biologiczne aspekty mechanicznej separacji nasion buka zwyczajnego Fagus sylvatica L..